# Cicurina dorothea
Cicurina dorothea là một loài nhện trong họ Dictynidae.
Loài này thuộc chi Cicurina. Cicurina dorothea được Willis J. Gertsch miêu tả năm 1992.